# Yungas-Straße

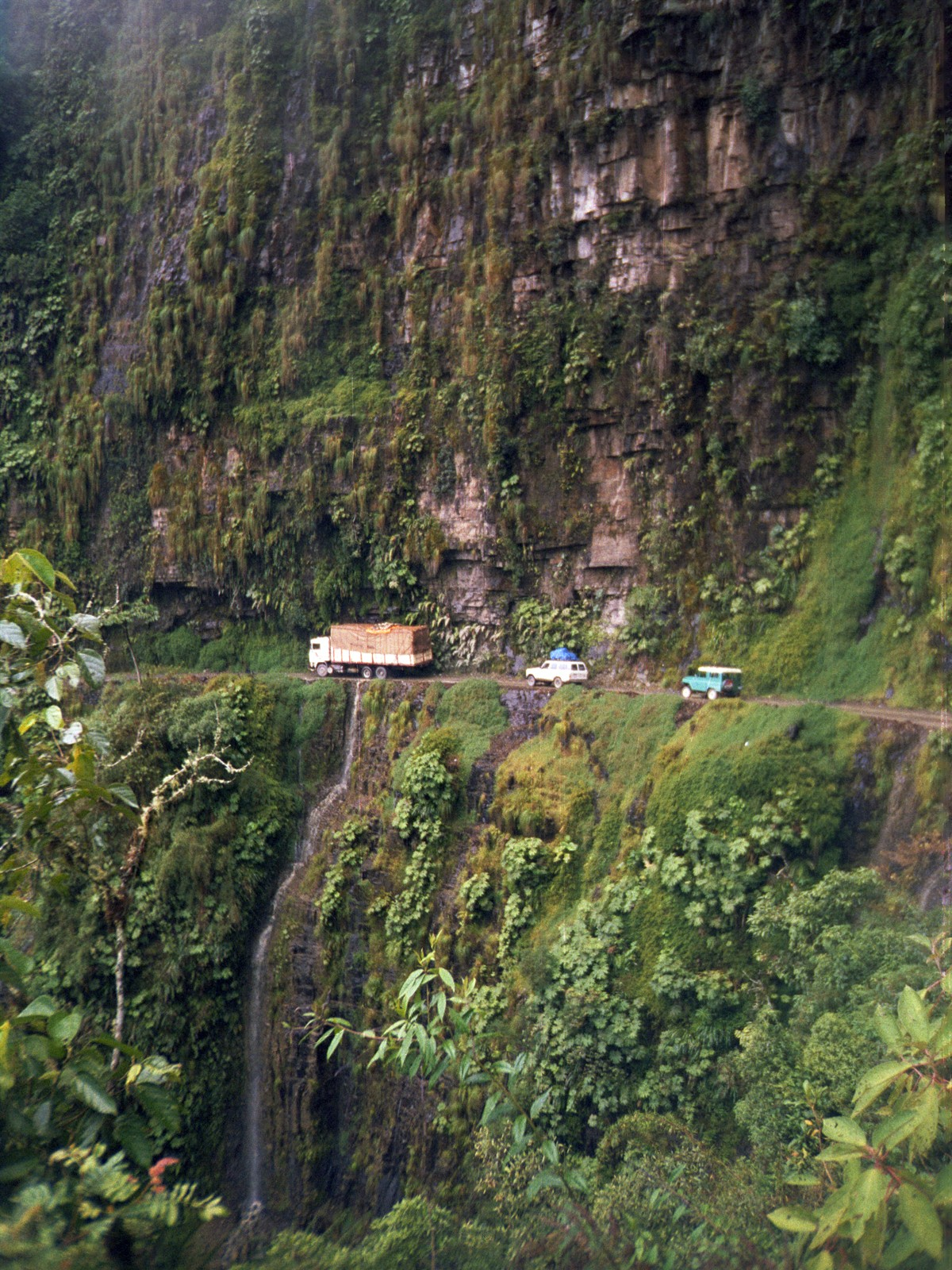
Yungas-Straße zwischen La Paz und Coroico

Die Yungas-Straße (spanisch Camino a Los Yungas) in den Anden ist etwa 80 Kilometer lang und führt von der bolivianischen Stadt La Paz in das nordöstlich gelegene Caranavi, in die Region Yungas. In den Jahren 1931 bis 1936 gebaut, galt die Yungas-Straße, die bis im Dezember 2007 als zweispurige Straße geöffnet war, als gefährlichste Straße der Welt und trug den Beinamen Todesstraße (spanisch Camino de la Muerte).

## Wirtschaftliche Bedeutung
Die Yungas-Straße wurde in den 1930er Jahren während des Chacokriegs teilweise von paraguayischen Kriegsgefangenen erbaut. Sie ist eine der wenigen Straßen, die den Amazonas-Regenwald im Norden Boliviens mit dem Regierungssitz in La Paz verbinden. Ende 2007 wurde eine moderne, zweispurige Verbindung mit 54 Brücken zwischen La Paz und Coroico eröffnet, um den rasant steigenden Personen- und Warenverkehr zwischen den Regionen zu bewerkstelligen. Bei der Erstfestlegung der bolivianischen Nationalstraßen im Jahre 1998 wurde sie Teil der Ruta 3. Diese wurde mittlerweile auf eine parallel verlaufende, neu gebaute Straße verlegt.

## Beschreibung

### Verlauf
Von La Paz, auf 3600 m, steigt die Straße zunächst bis auf den La-Cumbre-Pass (16° 20′ 11,8″ S, 68° 2′ 25,8″ W) in 4670 m Höhe an und fällt danach auf etwa 1200 m in Coroico ab. Dabei windet sie sich in vielen Serpentinen über steile Berghänge und vollzieht einen raschen Übergang vom kalten semiariden bis ariden Altiplano zum feuchtwarmen Regenwald der Yungas, wobei fast alle Klimazonen Südamerikas durchquert werden.
Bei der Ortschaft Sacramento Bajo passiert die Straße ein Haus, welches sich Klaus Barbie bauen ließ, während er sich in Bolivien vor der französischen Justiz versteckte.

### Gefährlichkeit

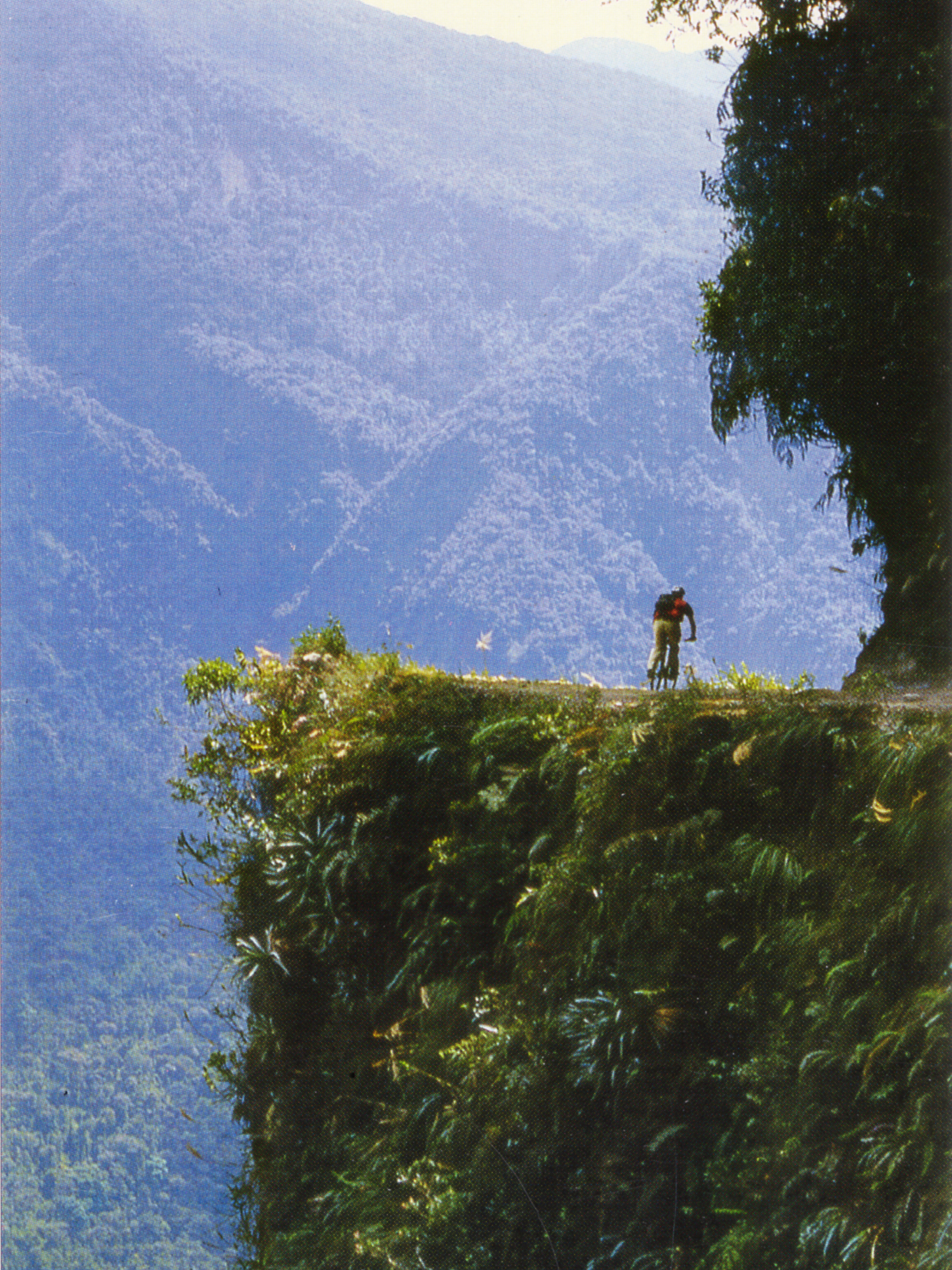
Kurve der Yungas-Straße

Die alte einspurige Straße führt zumeist ohne Leitplanken an steilen Abhängen entlang, auch sorgen Regen und Nebel sowie matschiger, morastiger Untergrund häufig für einen schlechten Straßenzustand mit geringen Sichtweiten. Sie ist daher extrem schwierig und nur unter großer Gefahr zu passieren. Mit Steinschlag oder Erdrutschen aufgrund von Erosion ist jederzeit zu rechnen. Ein Unglück vom 24. Juli 1983, bei dem ein Bus ins Schleudern geriet, in eine Schlucht stürzte und die 100 Insassen in den Tod riss, gilt als Boliviens schlimmster Verkehrsunfall. Einer Schätzung zufolge verunglückten bis 2007 pro Monat zwei Fahrzeuge und es starben jährlich 200 bis 300 Reisende auf der Strecke. Zahlreiche Kreuze am Straßenrand markieren die Unfallstellen. Im Jahr 1995 wurde die Yungas-Straße von der Interamerikanischen Entwicklungsbank zur „gefährlichsten Straße der Welt“ ernannt. Seit den 1990er Jahren ist die Yungas-Straße aber gerade deswegen ein beliebtes Touristenziel. Vor allem Mountainbiker schätzen sie als Route zum Downhill-Biking.
Zur Gefährlichkeit trug auch das hohe Verkehrsaufkommen auf der Straße bei: Probleme verursachte besonders der Schwerlastverkehr mit überbreiten Fahrzeugen, deren Gewicht zudem zu Straßenschäden führte. Nachdem 2007 eine Neubaustrecke eröffnet wurde, gibt es praktisch keinen Kraftverkehr mehr auf der alten Yungas-Straße. Vorherrschend sind jetzt Mountainbiker und die begleitenden Vans der Touranbieter. Da der Fahrradverkehr nur talwärts verläuft, sind die Unfallzahlen stark gesunken.
Neben der nördlichen Yungas-Straße gibt es auch eine südliche Yungas-Straße, auch Chulumani-Straße genannt, die La Paz mit dem 64 Kilometer östlich davon gelegenen Chulumani verbindet und als fast ebenso gefährlich wie die nördliche Yungas-Straße eingeschätzt wird.

### Zunahme der Biodiversität nach 2007
Nach der Eröffnung von Alternativstraßen und dem Rückgang des regulären Verkehrs um mehr als 90 Prozent hat die Biodiversität auf der Straße und in der Umgebung sehr stark zugenommen. Während früher kaum größere Säugetiere beobachtet wurden, konnte eine Untersuchung mittels 35 Kamerafallen im November/Dezember 2016 16 Arten von Großsäugetieren und 94 Vogelarten entlang der Straße nachweisen. Zu ersteren zählten u. a. Paka, Tayra, Nördliche Tigerkatze, Langschwanzwiesel, Puma, Anden-Opossum und Neunbinden-Gürteltier.

### Linksverkehr
Eine lokale Verkehrsregel schreibt für die Yungas-Straße, abweichend vom bolivianischen Rechtsverkehr, Linksverkehr vor, damit die links sitzenden Lenker bei einer Fahrzeugbegegnung den Fahrbahnrand besser einsehen können; eine Fehleinschätzung hätte fatale Folgen. Auch auf einigen anderen ähnlich gefährlichen Straßen wird links gefahren. Ein weiterer Grund für den Linksverkehr ist, dass so die bergauf in Richtung La Paz fahrenden und überwiegend schwer beladenen Fahrzeuge bei Ausweichmanövern auf der dem Berg zugewandten und damit besser befestigten Straßenseite fahren können.

### Verwechslungen
Bilder des chinesischen Guoliang-Tunnels werden oft irrtümlich als Fotos der Yungas-Straße dargestellt. Die Yungas-Straße wird außerdem gelegentlich fälschlicherweise als Stremnaya-Straße (Stremnaya Road) bezeichnet.